# Izvor
 Ovo je glavno značenje pojma Izvor. Za druga značenja pogledajte Izvor (razdvojba).
Izvor je ishodište vodenog toka koje započinje vodotok, tj. početak rijeke ili potoka.
Ishodište rijeke ili potoka može biti jezero, močvara, ledenjak ili izvor.
Kada se rijeka napaja iz više izvora, obično se najviši smatra izvorom, a ostali pritocima.